# Halterofilismo nos Jogos Olímpicos de Verão de 2016 - Até 94 kg masculino

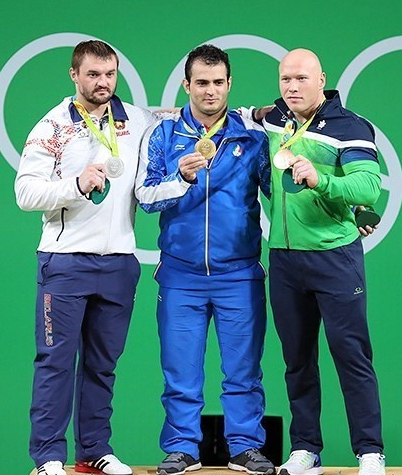
Medalhistas da categoria.

A competição da categoria até 94 kg masculino do halterofilismo nos Jogos Olímpicos de Verão de 2016 foi realizada no dia 13 de agosto no Pavilhão 2 do Riocentro.

## Calendário
Horário local (UTC-3)
| Dia          | Horário | Fase    |
| ------------ | ------- | ------- |
| 13 de agosto | 15:30   | Grupo B |
| 13 de agosto | 19:00   | Grupo A |

## Recordes
Antes desta competição, os recordes mundiais e olímpicos da prova eram os seguintes:
| Recorde mundial  | Arranque  | GRE Akakios Kakiasvilis | 188 kg | Atenas, Grécia    | 27 de novembro de 1999 |
| Recorde mundial  | Arremesso | POL Szymon Kołecki      | 232 kg | Sófia, Bulgária   | 29 de abril de 2000    |
| Recorde mundial  | Total     | GRE Akakios Kakiasvilis | 412 kg | Atenas, Grécia    | 27 de novembro de 1999 |
| Recorde olímpico | Arranque  | IRI Kourosh Bagheri     | 187 kg | Sydney, Austrália | 24 de setembro de 2000 |
| Recorde olímpico | Arremesso | KAZ Ilia Ilin           | 226 kg | Pequim, China     | 17 de agosto de 2008   |
| Recorde olímpico | Total     | KAZ Ilia Ilin           | 406 kg | Pequim, China     | 17 de agosto de 2008   |

## Medalhistas
| Ouro   | IRI Sohrab Moradi     |
| Prata  | BLR Vadzim Straltsou  |
| Bronze | LTU Aurimas Didžbalis |

## Resultados
Participaram do evento 18 halterofilistas.
| Pos.              | Halterofilista          | Grupo | Peso corporal | Arranque (kg) | Arranque (kg) | Arranque (kg) | Arranque (kg) | Arresesso (kg) | Arresesso (kg) | Arresesso (kg) | Arresesso (kg) | Total |
| Pos.              | Halterofilista          | Grupo | Peso corporal | 1             | 2             | 3             | Resultado     | 1              | 2              | 3              | Resultado      | Total |
| ----------------- | ----------------------- | ----- | ------------- | ------------- | ------------- | ------------- | ------------- | -------------- | -------------- | -------------- | -------------- | ----- |
| Medalha de ouro   | IRI Sohrab Moradi       | A     | 93.64         | 178           | 178           | 182           | 182           | 221            | 234            | 234            | 221            | 403   |
| Medalha de prata  | BLR Vadzim Straltsou    | A     | 93.70         | 175           | 179           | 180           | 175           | 220            | 230            | 230            | 220            | 395   |
| Medalha de bronze | LTU Aurimas Didžbalis   | A     | 92.42         | 177           | 177           | 177           | 177           | 210            | 215            | 223            | 215            | 392   |
| 4                 | THA Sarat Sumpradit     | A     | 93.05         | 170           | 175           | 177           | 177           | 205            | 210            | 213            | 213            | 390   |
| 5                 | EGY Ragab Abdelhay      | A     | 93.45         | 165           | 170           | 174           | 174           | 205            | 211            | 213            | 213            | 387   |
| 6                 | UKR Dmytro Chumak       | A     | 93.66         | 174           | 174           | 177           | 174           | 213            | 213            | 220            | 213            | 387   |
| 7                 | IRI Ali Hashemi         | A     | 93.10         | 172           | 173           | 173           | 173           | 210            | 220            | 220            | 210            | 383   |
| 8                 | BLR Aliaksandr Bersanau | A     | 93.57         | 167           | 173           | 177           | 173           | 208            | 214            | 215            | 208            | 381   |
| 9                 | UKR Volodymyr Hoza      | B     | 93.66         | 165           | 170           | 174           | 170           | 195            | 200            | 205            | 205            | 375   |
| 10                | KOR Park Han-woong      | B     | 92.39         | 160           | 165           | 165           | 165           | 202            | 210            | 210            | 202            | 367   |
| 11                | USA Kendrick Farris     | B     | 93.24         | 160           | 165           | 165           | 160           | 197            | 201            | 205            | 197            | 357   |
| 12                | FRA Kévin Bouly         | B     | 93.76         | 145           | 150           | 155           | 155           | 180            | 185            | 190            | 190            | 345   |
| 13                | AUS Simplice Ribouem    | B     | 93.25         | 145           | 150           | 155           | 155           | 185            | 191            | 191            | 185            | 340   |
| 14                | GBR Sonny Webster       | B     | 93.58         | 148           | 148           | 151           | 148           | 185            | 190            | 190            | 185            | 333   |
| 15                | HON Cristopher Pavón    | B     | 93.26         | 140           | 140           | 145           | 145           | 180            | 185            | 185            | 180            | 325   |
| 16                | CMR Petit Minkoumba     | B     | 91.61         | 140           | 145           | 145           | 140           | 165            | 170            | 170            | 165            | 305   |
| 17                | KEN James Adede         | B     | 92.89         | 112           | 116           | 123           | 116           | 140            | 146            | 146            | 140            | 256   |
| –                 | ASA Tanumafili Jungblut | B     | 92.91         | 141           | 141           | 141           | DNF           | –              | –              | –              | –              | DNF   |

Os poloneses Adrian Zieliński e Tomasz Zieliński estavam inscritos, mas não competiram devido a casos de doping antes dos Jogos.
Legenda
| Recorde mundial      | Recorde mundial (World record)               |                       | Recorde africano                      | Recorde africano (African) |                                           | Q | Classificado por posição (Qualified) |
| Recorde olímpico     | Recorde olímpico (Olympic record)            | Recorde da América    | Recorde da América (Americas)         | q                          | Classificado por melhor tempo (Qualified) |   |                                      |
| Melhor marca do ano  | Melhor marca do ano (World leading)          | Recorde asiático      | Recorde asiático (Asian)              | DNS                        | Não largou (Did not start)                |   |                                      |
| Recorde nacional     | Recorde nacional (National record)           | Recorde europeu       | Recorde europeu (European)            | DNF                        | Não terminou (Did not finish)             |   |                                      |
| Recorde pessoal      | Recorde pessoal do atleta (Personal best)    | Recorde da Oceania    | Recorde da Oceania (Oceania)          | DSQ / DQ                   | Desclassificado (Disqualified)            |   |                                      |
| Recorde da temporada | Recorde da temporada do atleta (Season best) | Recorde sul-americano | Recorde sul-americano (South America) | NM                         | Sem marca (No mark)                       |   |                                      |